# 溫泉魚療

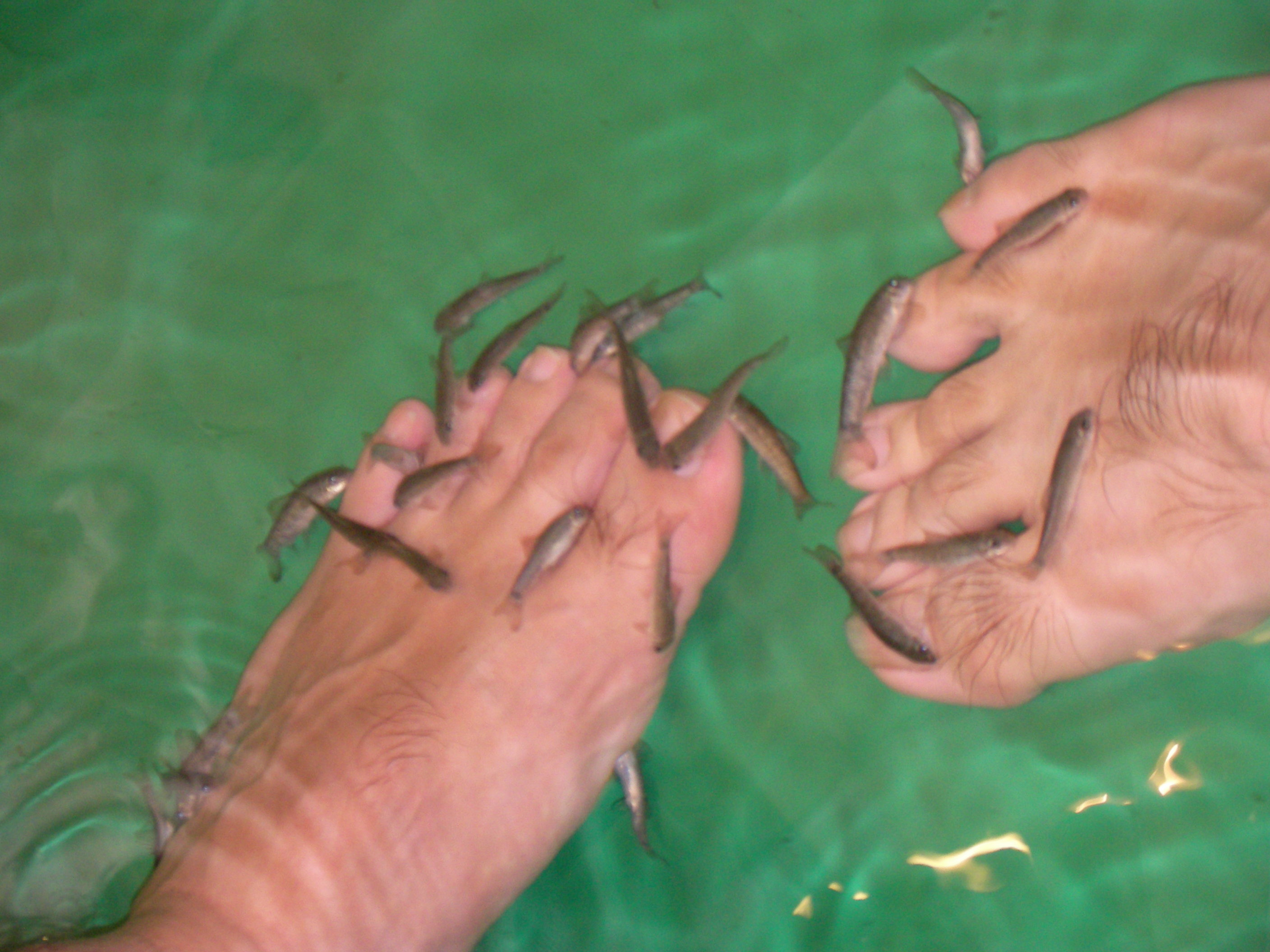
魚療

溫泉魚療是指將一種能抵受溫泉溫度的「溫泉醫生魚」放養在溫泉池中，專門啄食人們身上的死去皮質。
用作「溫泉醫生」的魚主要是淡紅墨頭魚（Garra rufa）和大口小鯉（Cyprinion macrostomus）兩種，其他還會用到的溫泉醫生魚種還有青苔鼠（Gyrinocheilus aymonieri）、黃金青苔鼠（Gyrinocheilus aymonieri var. golden）、朱文錦（Carassius auratus auratus；Common goldfish），但亞洲有些地方則會改用慈鯛科的人工改良魚，雜交改良種的羅非魚即為吳郭魚（Tilapia）和紅羅非魚即紅吳郭魚（Red tilapia）來充當溫泉醫生魚，但慈鯛科的魚類是有牙齒，存在著被感染的風險會比其他一般主要的溫泉醫生魚種高上居多 。
溫泉魚療最早是土耳其人發現的，近年迅速被引進至日本、韓國等地。在中國海南、台灣宜蘭亦有可以魚療的溫泉。